# Gonystylus othmarii
Gonystylus othmarii är en tibastväxtart som beskrevs av C.S. Tawan. Gonystylus othmarii ingår i släktet Gonystylus och familjen tibastväxter. Inga underarter finns listade i Catalogue of Life.